# カンボジアの国王
カンボジアの国王（カンボジアのこくおう、クメール語: ព្រះមហាក្សត្រនៃព្រះរាជាណាចក្រកម្ពុជា, フランス語: Roi du Cambodge）は、カンボジア王国の元首たる君主である。現在の君主は、ノロドム・シハモニ（在位: 2004年10月29日 - ）。

## 概要
1993年に公布されたカンボジアの憲法では立憲君主制を規定している。
- 君臨するが、統治しない（第7条第1項）※条文改正することはできない（第17条）。
- 終身国家元首（第7条第2項）
- 不可侵（第7条第3項）
- 国の統一と継続の象徴（第8条）

## 権能
全て内閣の助言と承認のもとに行われる儀礼的・形式的な行為である。
- 首相・国務大臣の任命
- 一部の元老院議員の任命
- 議会の召集
- 首相による国政報告
- 恩赦の認可
- カンボジア王国軍最高指揮官（名目上）
- 栄典の授与
- 外国の大使及び公使を接受
- 儀式の実施

他に海外への公式訪問の際は、対外的な代表を務める。

## 任命
アンドゥオン家、ノロドム家、シソワット家の血統を有する30歳以上の王族から国王を選出する（第14条）。

## 代行
国王が公務遂行が不可能であると診断された場合、次の順位で摂政として元首を代行する（第11条）。
1. 上院議長（フン・セン）
2. 下院議長（クオン・スダリー）
3. 上院第一副議長（プラク・ソコン）
4. 下院第一副議長（チェム・イェブ）
5. 上院第二副議長（オウチ・ボリス）
6. 下院第二副議長（ヴォン・ソス）